# Gonzalo Cornejo
Gonzalo Cornejo Chávez (Concepción, 2 de mayo de 1963) es un abogado, político y empresario chileno, actualmente dedicado al mercado de las comunicaciones. En las elecciones municipales de 2000 resultó elegido alcalde de Recoleta, siendo reelecto en las elecciones de 2004; en ambas ocasiones como militante de la Unión Demócrata Independiente (UDI).
Cornejo está casado con la abogada y ex diputada Claudia Nogueira, con quien tiene dos hijos, Gonzalo Alberto Andrés y Elisa María Candelaria.

## Biografía

### Estudios
Realizó sus estudios básicos en el Instituto de Humanidades en Concepción y en el Colegio San Ignacio El Bosque en Santiago, donde terminó sus estudios de enseñanza media. Egresó de Derecho en la Universidad Diego Portales.
En la universidad fue dirigente estudiantil y participó en la formación del Centro de Alumnos. Junto a Gonzalo Uriarte formaron el Movimiento Gremial de la Escuela de Derecho en 1984, y luego la primera Federación de Estudiantes, donde Cornejo fue secretario general y entre 1986 y 1987 fue su vicepresidente. Cuando egresó de la carrera en 1988 Jaime Guzmán le pidió que fuera su Jefe de Campaña en las elecciones senatoriales de 1989, después el senador le pidió que asumiera la presidencia de la juventud UDI, estuvo dos años y medio en el cargo, entre 1990 y 1993, y haciendo clases como ayudante.
Cuando obtuvo el título de abogado, formó su oficina de abogados, donde trabajó mientras buscaba una beca, que consiguió del Gobierno alemán para estudiar en Alemania. En la Universidad de Augsburg, en Baviera, obtuvo un Máster en Derecho, a través de una tesis titulada Análisis comparativo entre la legislación chilena, alemana y europea del contrato de factoring.
En 2010 obtuvo un diplomado en Comunicación Corporativa de la Pontificia Universidad Católica de Chile.

### Vida laboral
Entre 1997 y 2000 trabajó como profesor en la Universidad Andrés Bello durante dos años y medio haciendo clases de Derecho Comercial.[cita requerida] En 2000 dejó dicho trabajo, luego de resultar electo alcalde de la comuna de Recoleta. Entre 2000 y 2005 trabajó como profesor de Educación Cívica en los 8.º básicos del Liceo A 34 y de la Escuela Puerto Rico de dicha comuna.
En las elecciones municipales de 2000 resultó elegido alcalde de Recoleta, como militante del partido de derecha Unión Demócrata Independiente (UDI). Ese mismo año fue elegido Vicepresidente de su partido, Miembro de la Comisión Política UDI y Presidente de los Alcaldes y Concejales UDI, cargos que desempeñó hasta 2005. Entre el 2001 y 2005 fue director y Vicepresidente de la Asociación Chilena de Municipalidades. En 2004 fue reelegido por otros cuatro años como alcalde de Recoleta, representando al mismo partido.
Durante sus alcaldías destacó la realización del proyecto «Recoleta ponte bella», basado en el programa de embellecimiento y recuperación patrimonial «Barcelona ponte guapa» impulsado por la ciudad española a fines de los años 1980. Entre 2000 y 2008 el municipio de Recoleta logró recuperar la Plaza de las Columnatas del Cementerio General. De este proyecto surgió en 2007 el libro De la Chimba a Recoleta: ponte bella.
El 26 de mayo de 2008 el presidente de la Unión Demócrata Independiente, Hernán Larraín, confirmó a Cornejo como el candidato UDI para su reelección en las municipales de octubre de 2008. Sin embargo, ese año Cornejo fue objeto de denuncias de corrupción que lo llevaron a decidir no volver a postular al cargo y alejarse de su partido hasta 2011, año en que el caso fue archivado sin responsabilidades.
En 2013 fue encargado de comunicaciones del candidato presidencial Pablo Longueira en las primarias presidenciales de la Alianza y posteriormente fue coordinador de Comunicaciones y Territorial de la candidatura presidencial de Evelyn Matthei en las elecciones presidenciales de 2013 y 2014.[cita requerida] Ese año creó la empresa de comunicaciones Connectiva, donde es socio Director.

## Controversias y condenas
En 2008, Gonzalo Cornejo, junto a Jaime Jullian, su exasesor financiero mientras era alcalde de Recoleta, fueron denunciados por Contraloría por irregularidades de triangulación de dineros en los contratos de las municipalidades de Huechuraba y Recoleta, realizados por la administración de la empresa de gestión municipal, GMA, del primero. Luego de una larga investigación, el caso fue archivado sin responsabilidades de ambas partes.
A comienzos de 2009 se comenzó a investigar un caso de fraude al fisco realizado por su esposa, la diputada Claudia Nogueira (UDI), que al año siguiente se cuantificó en $28.375.103, por el pago a Jullian por asesorías que nunca se realizaron, así como $1.900.000 por el arriendo de una sede parlamentaria en Recoleta, siendo ambas sumas depositadas en su cuenta corriente bipersonal, que compartía con Cornejo. En junio de 2009 la fiscalía decidió formalizar por este delito a Nogueira, quien más tarde logró evitar el juicio restituyendo al Estado los 30 millones de pesos, y comprometiéndose a firmar ante el Ministerio Público durante 18 meses.
Posteriormente, a comienzos de 2012, Cornejo fue denunciado por el periódico Cambio 21 por recibir un sobresueldo de $6 000 000 mensuales como asesor del ministro Pablo Longueira (UDI), trabajo que según dicho periódico no había estado realizando. En abril de ese año, luego de reaparecer a la luz pública en el programa de televisión de TVN Estado nacional, Cornejo despertó una fuerte polémica en la opinión pública y las redes sociales.
En 2016, Cornejo presentó una querella en contra del alcalde de la comuna de Recoleta, Daniel Jadue, por los delitos de fraude al fisco y negociación incompatible. El 26 de abril de 2017 Jadue fue sobreseído por el Tercer Juzgado de Garantía de Santiago, el que además condenó a Cornejo por presentar una «querella sin fundamentos». Debido a las acusaciones recibidas, Jadue interpuso una querella por injurias y calumnias graves con publicidad. Así, en diciembre de 2017, Cornejo fue condenado por el Cuarto Tribunal de Juicio Oral en lo Penal de Santiago, razón por la cual debió abandonar su cargo como asesor cultural en la Municipalidad de Providencia.

## Historial electoral

### Elecciones municipales de 2000
- Elecciones municipales de 2000 para la  comuna de Recoleta[18]

La siguiente es una lista parcial que contiene sólo las tres primeras mayorías.
| Candidato                 | Pacto                                      | Partido | Votos  | %      | Resultado |
| ------------------------- | ------------------------------------------ | ------- | ------ | ------ | --------- |
| Gonzalo Cornejo Chávez    | Alianza por Chile                          | UDI     | 24.730 | 32,46% | Alcalde   |
| Ernesto Moreno Beauchemin | Concertación de Partidos por la Democracia | PDC     | 20.246 | 26,58% | Concejal  |
| Ivan Castro Diaz          | Concertación de Partidos por la Democracia | PS      | 7.009  | 9,20%  | Concejal  |

### Elecciones municipales de 2004
- Elecciones municipales de 2004 para la alcaldía de Recoleta[19]

| Candidato                 | Pacto                    | Partido | Votos  | %     | Resultado |
| ------------------------- | ------------------------ | ------- | ------ | ----- | --------- |
| Gonzalo Cornejo Chávez    | Alianza por Chile        | UDI     | 38 316 | 53.61 | Alcalde   |
| Ernesto Moreno Beauchemin | Concertación Democrática | PDC     | 25 542 | 35,74 |           |
| Daniel Jadue Jadue        | Juntos Podemos Más       | PCCh    | 7.614  | 10,65 |           |

### Elecciones municipales de 2012
- Elecciones municipales de 2012 para la alcaldía de Recoleta[20]

| Candidato              | Pacto                        | Partido | Votos  | %     | Resultado |
| ---------------------- | ---------------------------- | ------- | ------ | ----- | --------- |
| Daniel Jadue Jadue     | Por un Chile Justo           | PCCh    | 20.311 | 41,68 | Alcalde   |
| Gonzalo Cornejo Chávez | Independiente fuera de pacto | IND     | 18 028 | 37,00 |           |
| Sol Letelier González  | Coalición                    | UDI     | 9274   | 19,03 |           |
| Celso Calfullán Campos | Igualdad para Chile          | PI      | 1110   | 2,27  |           |